# Verwaltungsgerichtshof Baden-Württemberg

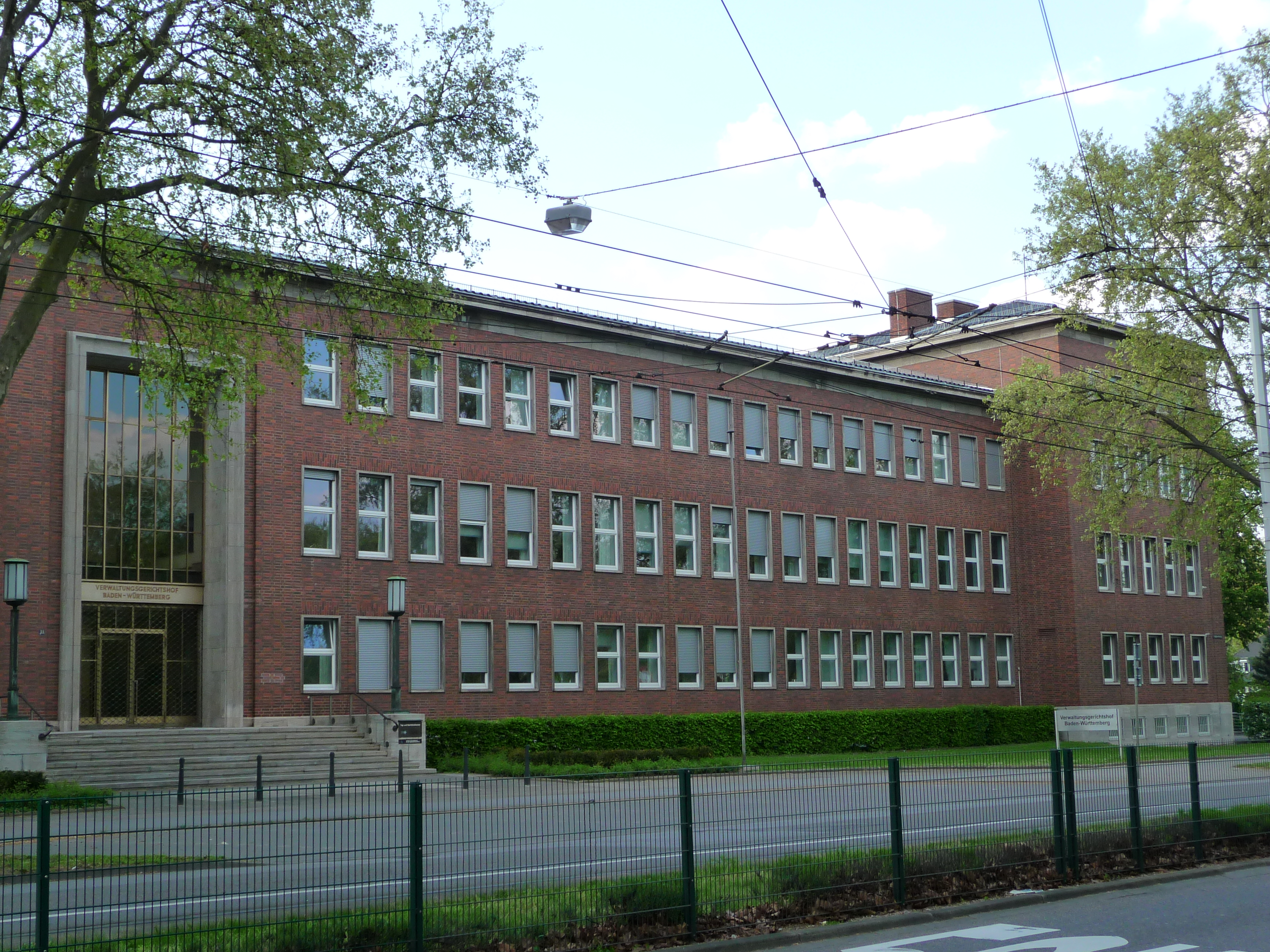
VGH-Gebäude in Mannheim

Der Verwaltungsgerichtshof Baden-Württemberg bildet die Spitze der Verwaltungsgerichtsbarkeit Baden-Württembergs. Es ist Oberverwaltungsgericht im Sinne der Verwaltungsgerichtsordnung (vgl. § 184 VwGO).

## Sitz
Der Verwaltungsgerichtshof (VGH) Baden-Württemberg hat seinen Sitz in Mannheim (§ 1 Abs. 1 AGVwGO).

## Leitung
- Ab 1960: Maximilian Rapp, * 15. Februar 1897; † 1972
- Ab 1. April 1970: Peter Rößler, * 5. November 1912; † Oktober 1993
- Ab 24. Februar 1978: Helmut Fuchs, * 26. Dezember 1920; † 23. Februar 2002
- Ab 7. März 1986: Wolfgang Endemann, * 8. November 1930
- Ab 1. Dezember 1995: Claus Meissner, * 12. April 1936
- Juli 2001–30. Dezember 2010: Karl-Heinz Weingärtner, * 5. Dezember 1945; † 14. November 2011
- 2011–2023: Volker Ellenberger, * 20. März 1955
- seit 2023: Malte Graßhof, * 28. November 1970

## Instanzenzug und Zuständigkeit

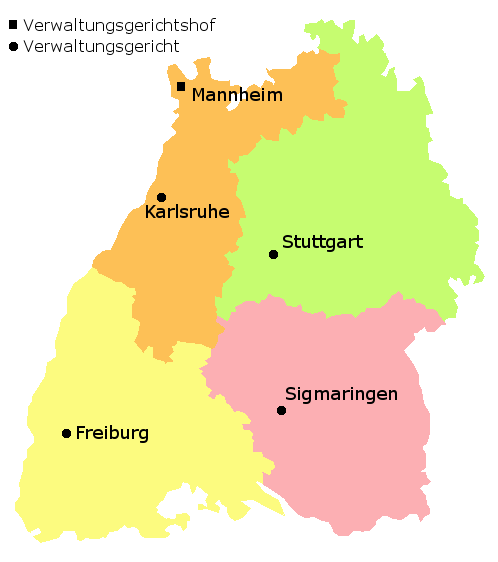
Verwaltungsgerichte in Baden-Württemberg

Der VGH Baden-Württemberg ist dem Bundesverwaltungsgericht nachgeordnet. Nachgeordnete Gerichte sind die Verwaltungsgerichte Freiburg, Karlsruhe, Sigmaringen und Stuttgart (§ 1 Abs. 2 AGVwGO).
Der Verwaltungsgerichtshof ist als Rechtsmittelinstanz für Berufungen und Beschwerden gegen Entscheidungen der nachgeordneten Verwaltungsgerichte zuständig, erstinstanzlich für Verfahren, die bestimmte in § 48 Abs. 1 VwGO aufgezählte technische Großprojekte zum Gegenstand haben, für Verfahren gegen Vereinsverbote sowie für verwaltungsgerichtliche Normenkontrollverfahren gegen autonome Satzungen und Rechtsverordnungen.
2007 sind 3.618 neue Verfahren eingegangen und 4.070 Verfahren erledigt worden. Es handelte sich beispielsweise um Asylverfahren, Klagen gegen Studiengebühren sowie Klagen gegen den Ausbau von Flughäfen oder den Bau von Autobahnen.

## Geschichte
1863 wurde der Badische Verwaltungsgerichtshof in der Hauptstadt Karlsruhe des damaligen Großherzogtums Baden (später Republik Baden) errichtet. 1876 folgte der Württembergische Verwaltungsgerichtshof in Stuttgart für das Königreich Württemberg (später Volksstaat Württemberg).
Nach dem Ende der nationalsozialistischen Herrschaft wurden in den 1945 entstandenen Ländern Württemberg-Baden, Baden (Südbaden) und Württemberg-Hohenzollern jeweils eigene Verwaltungsgerichtshöfe in Stuttgart (mit Außenstelle in Karlsruhe), Freiburg und Bebenhausen bei Tübingen (siehe Verwaltungsgerichtshof Württemberg-Hohenzollern) eingerichtet.
Im Zuge der Entstehung des Landes Baden-Württemberg aus den drei südwestdeutschen Ländern wurden bereits nach wenigen Jahren auch eine organisatorische Neuordnung und institutionelle Konzentration der Verwaltungsgerichtsbarkeit unumgänglich. Der Landtag von Baden-Württemberg errichtete 1958 per Gesetz den VGH und bestimmte nach heftigen Diskussionen die Stadt Mannheim als Sitz, nachdem die Landesregierung zunächst Sigmaringen vorgeschlagen hatte.

## Gebäude

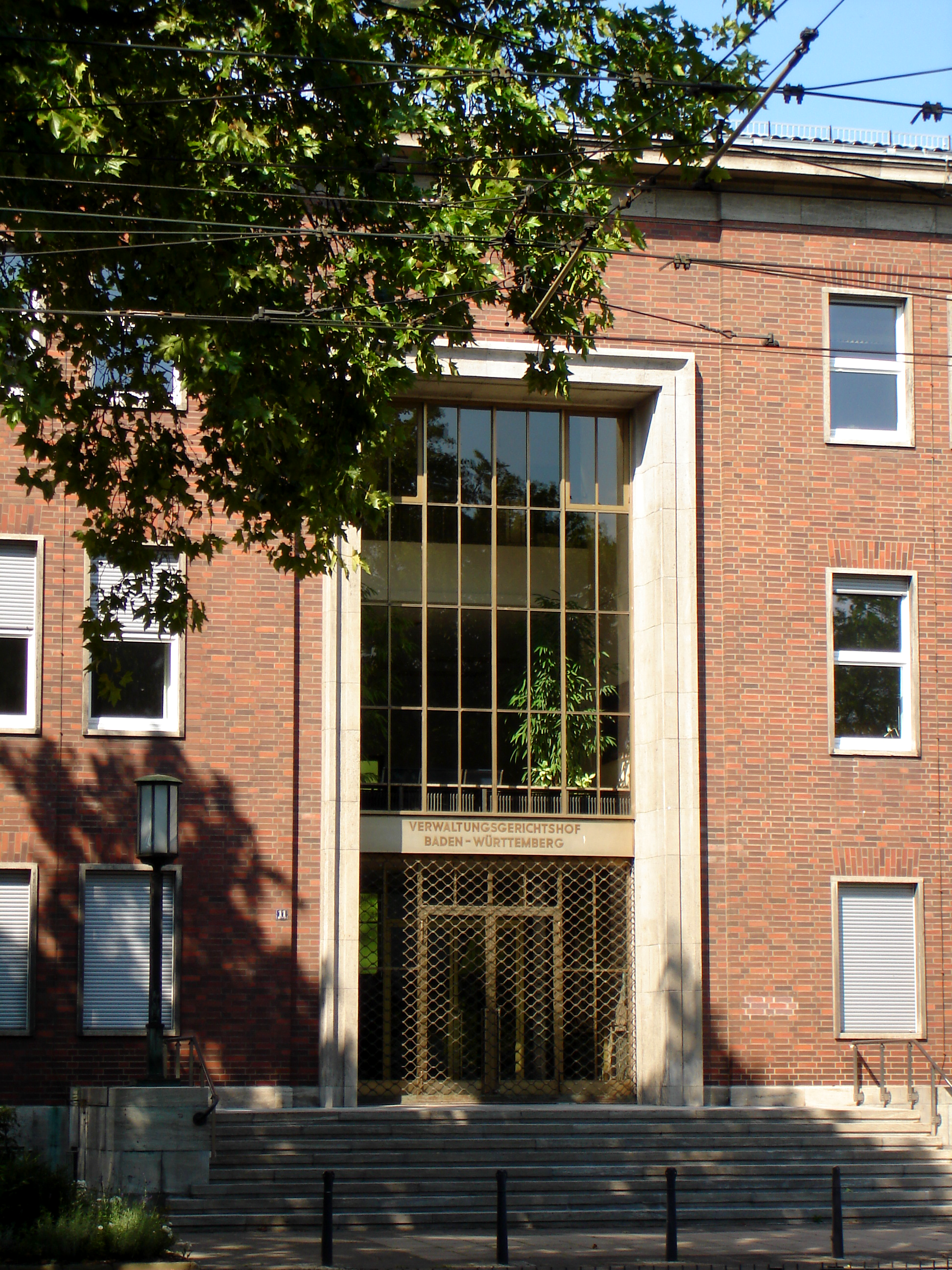
Eingang zum Verwaltungsgerichtshof

Von 1959 bis 1968 war der Mittelbau des Mannheimer Schlosses Domizil der Mannheimer Senate, bis der Verwaltungsgerichtshof Ende 1968 in das ehemalige Verwaltungsgebäude der Firma Weyhenmeyer & Co. Kohlenkontor in der Schubertstraße 11 umzog. Dieses Gebäude war in den Jahren 1951/1952 in repräsentativer Lage der Mannheimer Oststadt errichtet worden. Die Baupläne sollen bereits vor dem Zweiten Weltkrieg von dem Mannheimer Architekten Wilhelm Platen im Stil der „Neuen Sachlichkeit“ der 1920er Jahre fertiggestellt worden sein.
Das U-förmige Gebäude mit dunkelroter Klinkerverkleidung und einem Sockel aus Travertin ist als dreigeschossige lang gestreckte Mittelfront mit jeweils 19 Fensterachsen zu beiden Seiten eines wuchtigen Hauptportals errichtet. Zwei Seitenflügel begrenzen einen Innenhof; eine großzügig bemessene Grünfläche mit Baumbestand umrahmt den Gebäudekomplex, der sich über ein ganzes Quadrat erstreckt.